# Половлівська сільська рада
Поло́влівська сільська́ ра́да — колишній орган місцевого самоврядування в Володимирецькому районі Рівненської області. Адміністративний центр — село Половлі.

## Загальні відомості
- Половлівська сільська рада утворена в 1940 році.
- Територія ради: 28,082 км²
- Населення ради: 1 118 осіб (станом на 2001 рік)

## Населені пункти
Сільській раді підпорядковані населені пункти:
- с. Половлі
- с. Зелениця

## Склад ради
Рада складається з 16 депутатів та голови.
- Голова ради: Касюдик Раїса Омелянівна
- Секретар ради:

### Керівний склад попередніх скликань
| ПІБ                      | Основні відомості                                                                     | Дата обрання | Дата звільнення |
| ------------------------ | ------------------------------------------------------------------------------------- | ------------ | --------------- |
| Басюк Володимир Маркович | Сільський голова, 1958 року народження, член Всеукраїнського об'єднання «Батьківщина» | 26.03.2006   | 31.10.2010      |
| Касюдик Раїса Омелянівна | Сільський голова, 1968 року народження, освіта вища, член Української Народної Партії | 31.10.2010   |                 |

Примітка: таблиця складена за даними сайту Верховної Ради України